# Cicloaddició

Cicloaddicció (4+2) de Diels-Alder.

Una cicloaddició és una reacció química en la qual dues o més molècules insaturades (o parts de la mateixa molècula) es combinen amb la formació d'un adducte cíclic en què hi ha una reducció neta de la multiplicitat d'enllaços.
Una reacció de cicloaddició indica l'addició de dos reactius amb enllaços covalents π per formar un adducte cíclic amb formació d'enllaços σ als extrems dels components π i la reducció concomitant de la longitud π a cada component. Les cicloaddicions són bimoleculars com es mostra a la reacció de Diels-Alder de la figura en la qual dos sistemes π interactuen per formar dos enllaços σ i un nou enllaç π al cicloadducte. En termes de canvi en el nombre d'enllaços σ, Δσ (nombre d'enllaços σ formats en el producte – nombre d'enllaços σ trencats en el reactiu), la cicloaddició es caracteritza per Δσ = 2. (cicloaddicions que impliquen més de dos components π són relativament pocs quan Δσ > 2).
Les reaccions de cicloaddició són reversibles i és possible dur a terme la reacció inversa mitjançant una selecció adequada de substrats i condicions de reacció. La cicloaddició inversa s'anomena retro-cicloaddició o cicloreversió. La retrocicloaddició és unimolecular i habitualment, Δσ = –2.
Les reaccions de cicloaddició són el protocol més universal per a la preparació d'una àmplia gamma de sistemes moleculars d'anells de carbonis i composts heterocíclics. D'aquesta manera, és possible sintetitzar molècules cícliques de tres, quatre, cinc, sis (etc.) membres, incloent-hi gairebé qualsevol combinació d'heteroàtoms. La majoria d'aquests tipus de processos procedeixen amb alts rendiments i selectivitat. A més, les reaccions de cicloaddició es realitzen amb una economia atòmica completa. Per tant, aquesta classe de processos orgànics és valuosa des del punt de vista de la química verda.

## Etimologia
«Cicloaddició» és un mot compost del prefix «ciclo–», que prové del mot grec kýklos, -ou, que significa ‘cercle’; i del mot «addició», que és l'acció d’afegir, d’agregar.

## Nomenclatura
S'han utilitzat els dos sistemes de notacions següents per a l'especificació més detallada de les cicloaddicions, dels quals la IUPAC prefereix el segon sistema més recent:

Mecanisme de la cicloaddició (4+2) de Diels-Alder.

Ozonòlisi d'un alquè. La primera etapa és una cicloaddició (3+2)

1. Convecció atòmica. Una cicloaddició (i + j + ...) és una reacció en què dues o més molècules (o parts de la mateixa molècula), respectivament, proporcionen unitats d'àtoms connectats linealment i, j, ...: aquestes unitats s'uneixen als seus respectius extrems mitjançant nous enllaços covalents σ per tal de formar un cicle que conté (i + j + ...) àtoms. Exemples: una reacció de Diels-Alder és una cicloaddició (4+2), la reacció inicial de l'ozó amb un alquè (ozonòlisi) és una cicloaddició (3+2) o la reacció que es mostra a continuació és una (2+2+2) cicloaddició.[2]
2. Convecció electrònica. El simbolisme [i + j + ...] per a una cicloaddició identifica els nombres i, j, ... d'electrons de les unitats que interactuen que participen en la transformació de reactius en productes. En aquesta notació, les dues reaccions del paràgraf anterior es descriurien com a cicloaddicions [2+4]. El símbol a o s (a = antarafacial, s = suprafacial) s'afegeix sovint (normalment com a subíndex després del número per designar l'estereoquímica de l'addició a cada fragment. Un subíndex que especifica els orbitals, és a dir, σ, π amb el seu significat habitual) o n (per a un orbital associat només a un sol àtom), es poden afegir com a subíndex abans del nombre.[2]

## Tipus

### Cicloaddició de Diels-Alder

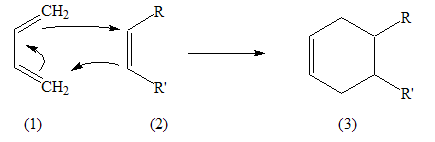
Mecanisme de la cicloaddició de Diels-Alder.

La cicloaddició de Diels-Alder és una cicloaddició [4+2] d'un diè conjugat i un dienòfil (un alquè o alquí). Fou descoberta pels químics alemanys Otto Diels i Kurt Alder el 1928 i fou el motiu pel qual reberen el Premi Nobel de Química de l'any 1950.

Cicloaddició hetero-Diels-Alder.

És una reacció electrocíclica que implica els 4 electrons π del diè i els 2 electrons π del dienòfil. La força motriu de la reacció és la formació de nous enllaços σ, que són energèticament més estables que els enllaços π. Amb el seu ampli abast i la seva senzillesa de funcionament, la cicloaddició de Diels-Alder és el mètode sintètic més potent per a sintetitzar anells de sis membres insaturats. Una variant és la cicloaddició hetero-Diels-Alder, en què el diè o el dienòfil conté un heteroàtom, sovint nitrogen o oxigen. Aquesta alternativa constitueix una potent síntesi de composts heterocíclics d'anells de sis membres.

### Cicloaddició 1,3-dipolar

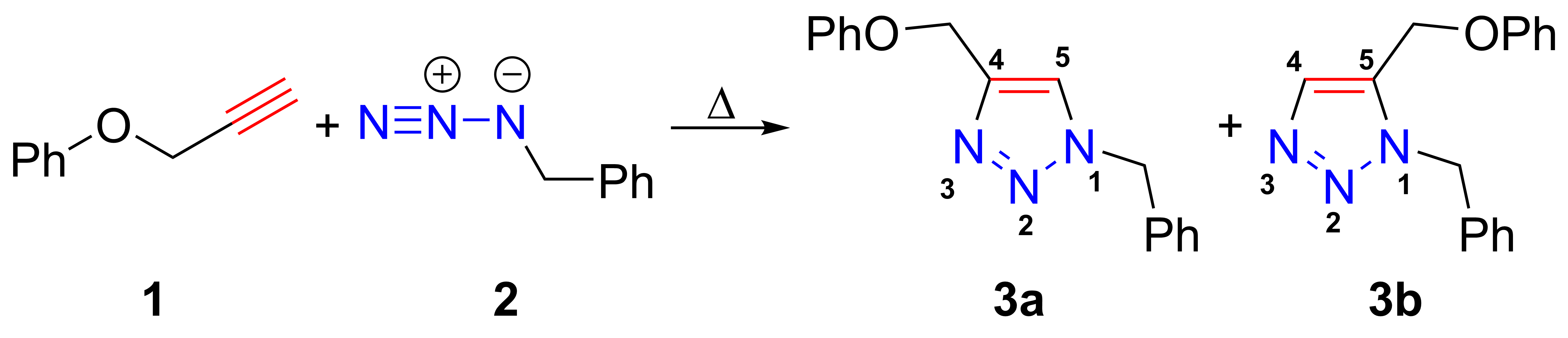
Cicloaddició de Huisgen

Les cicloaddicions 1,3-dipolars conformen un conjunt de processos molt útil per formar composts heterocíclics de cinc membres. Un dipol és una molècula en què la distribució de càrrega no és simètrica. Perquè un dipol pugui participar en una cicloaddició ha de disposar de càrregues formals. Els números 1,3 fan al·lusió a la separació, mesurada en nombre d'àtoms (en alguna de les seves formes ressonants), entre les dues càrregues i són els punts de les noves connexions que s'estableixen. Una reacció molt important d'aquest tipus és la cicloaddició de Huisgen, deguda al químic alemany Rolf Huisgen, que empra una azida {\displaystyle {\ce {R-{\overset {\mathbf {-}}{N}}-N={\overset {+}{N}}}}} com a dipol.

### Cicloaddició [2+2]

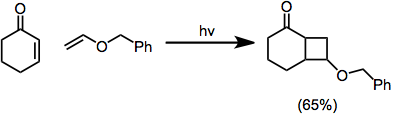
Fotocicloaddició [2+2].

La fotocicloaddició [2+2] entre dos alquens per formar ciclobutans és una de les reaccions més utilitzades en síntesi orgànica. La característica atractiva d'aquesta reacció és el muntatge ràpid d'estructures moleculars complexes amb alta regio- i estereoselectivitat. La reacció de fotocicloaddició [2+2] s'ha fet servir com a pas clau per a la síntesi d'una varietat de sistemes d'anells que permeten la síntesi total d'un gran nombre de molècules estructuralment complexes.